# Eleccions locals unificades del Japó de 1959
Les eleccions locals unificades del Japó de 1959 (第4回統一地方選挙, dai-yonkai tōitsu chihō senkyo) van ser unes eleccions de caràcter local celebrades en abril de 1959 al Japó. Aquestes van ser les quartes eleccions locals democràtiques des dels seus inicis en 1947. Per la banda de les assemblees prefecturals, aquesta vegada el triomfador va ser el recentment creat Partit Liberal Democràtic, formació que va aconseguir el major nombre de membres electes a les cambres prefecturals. Pel que fa a les alcaldies i a les assemblees municipals, els guanyadors van ser els candidats independents.

## Resultats

### Governadors prefecturals
| Prefectura | Governador antic   | Partit | Partit                     | Governador electe   | Partit | Partit                     |
| ---------- | ------------------ | ------ | -------------------------- | ------------------- | ------ | -------------------------- |
| Hokkaido   | Toshibumi Tanaka   |        | Independent                | Kingo Machimura     |        | Partit Liberal Democràtic  |
| Iwate      | Senichi Abe        |        | Independent                | Senichi Abe         |        | Independent                |
| Akita      | Yūjirō Obata       |        | Independent                | Yūjirō Obata        |        | Independent                |
| Ibaraki    | Yōji Tomosue       |        | Independent                | Nirō Iwakami        |        | Unió Agrícola d'Ibaraki    |
| Tòquio     | Seiichirō Yasui    |        | Independent                | Ryōtarō Azuma       |        | Independent                |
| Kanagawa   | Iwatarō Uchiyama   |        | Independent                | Iwatarō Uchiyama    |        | Independent                |
| Niigata    | Kazuo Kitamura     |        | Independent                | Kazuo Kitamura      |        | Independent                |
| Fukui      | Seiichi Hane       |        | Independent                | Eizō Kita           |        | Independent                |
| Nagano     | Torao Hayashi      |        | Partit Socialista del Japó | Gonichirō Nishizawa |        | Independent                |
| Mie        | Satoru Tanaka      |        | Independent                | Satoru Tanaka       |        | Independent                |
| Osaka      | Bunzō Akama        |        | PL-PDJ                     | Gisen Satō          |        | Partit Liberal Democràtic  |
| Wakayama   | Shinji Ono         |        | Independent                | Shinji Ono          |        | Partit Liberal Democràtic  |
| Okayama    | Yukiharu Miki      |        | Independent                | Yukiharu Miki       |        | Independent                |
| Shimane    | Yasuo Tsunematsu   |        | Independent                | Chōemon Tanabe      |        | Partit Liberal Democràtic  |
| Tokushima  | Kikutarō Hara      |        | Independent                | Kikutarō Hara       |        | Independent                |
| Fukuoka    | Kōroku Tsuchiya    |        | Independent                | Taichi Uzaki        |        | Partit Socialista del Japó |
| Saga       | Naotsugu Nabeshima |        | Independent                | Sunao Ikeda         |        | Independent                |
| Oita       | Kaoru Kinoshita    |        | Independent                | Kaoru Kinoshita     |        | Independent                |
| Miyazaki   | Jingō Futami       |        | Independent                | Hiroshi Kuroki      |        | Independent                |
| Kagoshima  | Katsushi Teruzono  |        | Independent                | Katsushi Teruzono   |        | Independent                |

### Assemblees prefecturals
Degut a la mancança de dades d'aquestes eleccions, només es pot oferir els resultats en nombre de diputats electes en totes les assemblees prefecturals per candidatura:
| Partits | Partits                          | Vots | %  | Diputats |
| ------- | -------------------------------- | ---- | -- | -------- |
|         | Partit Liberal Democràtic (PLD)  | ND   | ND | 1.593    |
|         | Partit Socialista del Japó (PSJ) | ND   | ND | 561      |
|         | Independents (IND)               | ND   | ND | 419      |
|         | Partits locals                   | ND   | ND | 71       |
|         | Partit Comunista del Japó (PCJ)  | ND   | ND | 12       |

### Alcaldes (2 ciutats)
Alcaldes electes de les dues ciutats més poblades del Japó:
| Municipi | Alcalde antic  | Partit | Partit      | Alcalde electe  | Partit | Partit                    |
| -------- | -------------- | ------ | ----------- | --------------- | ------ | ------------------------- |
| Yokohama | Ryōzō Hiranuma |        | Independent | Kiyoshi Nakarai |        | Partit Liberal Democràtic |
| Osaka    | Mitsuji Nakai  |        | Independent | Mitsuji Nakai   |        | Independent               |

### Alcaldes
| Partits | Partits                          | Vots | %  | Alcaldes |
| ------- | -------------------------------- | ---- | -- | -------- |
|         | Independents (IND)               | ND   | ND | 1.336    |
|         | Partit Liberal Democràtic (PLD)  | ND   | ND | 80       |
|         | Partit Socialista del Japó (PSJ) | ND   | ND | 20       |
|         | Partits locals                   | ND   | ND | 1        |
|         | Partit Comunista del Japó (PCJ)  | ND   | ND | 1        |

### Assemblees municipals
En aquesta taula s'inclouen els membres de les assemblees municipals de tots els municipis, sense distinció de rang:
| Partits | Partits                          | Vots | %  | Regidors |
| ------- | -------------------------------- | ---- | -- | -------- |
|         | Independents (IND)               | ND   | ND | 38.072   |
|         | Partit Liberal Democràtic (PLD)  | ND   | ND | 1.913    |
|         | Partit Socialista del Japó (PSJ) | ND   | ND | 1.662    |
|         | Partit Comunista del Japó (PCJ)  | ND   | ND | 344      |
|         | Partits locals                   | ND   | ND | 96       |

### Assemblees dels23 Districtes Especials de Tòquio
| Partits | Partits                          | Vots | %  | Regidors |
| ------- | -------------------------------- | ---- | -- | -------- |
|         | Partit Liberal Democràtic (PLD)  | ND   | ND | 582      |
|         | Independents (IND)               | ND   | ND | 201      |
|         | Partit Socialista del Japó (PSJ) | ND   | ND | 141      |
|         | Partit Comunista del Japó (PCJ)  | ND   | ND | 39       |
|         | Partits locals                   | ND   | ND | 7        |